# デュランゴ (コロラド州)

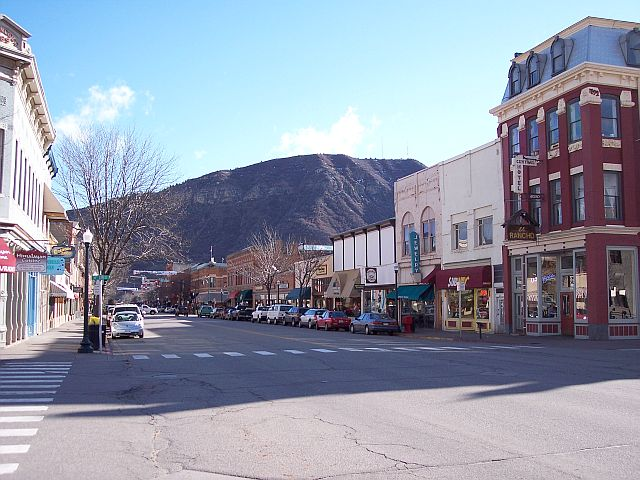
デュランゴのダウンタウン。西部開拓時代の街並みが今も残っている。

デュランゴ（Durango）は、アメリカ合衆国コロラド州南西部にある都市。ラプラタ郡の郡庁所在地である。人口は1万9071人（2020年）。フォー・コーナーズと呼ばれる地域の中心都市のひとつである。
ナバホ族の言語では「キンラニ」（Kinłání）という。かつては鉱山の町として栄えたが、現在では鉱業は廃れ、歴史的な街並みを残し、アウトドア活動の拠点としても知られる観光都市になっている。

## 歴史
もともとこの地はフォー・コーナーズと呼ばれる地域一帯に住んでいたネイティブ・アメリカンのユート族の居留区であった。この居留区は1868年に設立された。1874年、ユート族がブルーノット協定（Brunot Agreement）に調印し、コロラド州南西部のこの地を白人の入植者に明け渡した。やがて入植者たちはアニマス川（Animas River）の流域に入植地をつくり、農場や牧場をつくった。間もなく周囲のサンワン山地（San Juan Mountains）で鉱業が始まった。1876年、現在のデュランゴの約3km北にアニマス・シティ（Animas City）の町がつくられた。
1880年9月、サンワン山地の鉱山からの鉱石を積み出すため、デンバー・アンド・リオグランデ鉄道（現在のデンバー・アンド・リオグランデ・ウェスタン鉄道）がこの地に引かれた。当初はアニマス・シティに駅と事務所が置かれる予定であったが、土地代をめぐって争いとなったため、デンバー・アンド・リオグランデ鉄道はアニマス・シティを避け、その南に拠点となる町をつくった。町はメキシコのデュランゴ (ドゥランゴ)に旅行していた同社の代表、アレクサンダー・ハント（Alexander Hunt）が、そのもととなったスペインの同名の町にちなんでデュランゴと名付けられた。デュランゴとはバスク語のウランゴ（Urango）からきた名前で、「水の町」を意味する。現在では、この2つの同名の都市はともにデュランゴの姉妹都市になっている。
鉄道ができるとアニマス・シティの住民はデュランゴへと移り住むようになり、やがてアニマス・シティはデュランゴに吸収された。[さ1881年には、デュランゴは町政府を持つ正式な町になった。建物が建ち並ぶようになり、製錬所も建てられた。1890年代初頭にはデュランゴに電力が通り、町の通りには路面電車が走り、新聞社もでき、人口2,700人を数える町に成長した。

## 地理

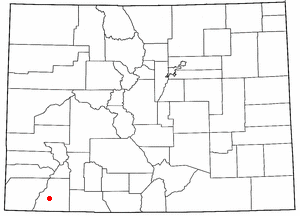
コロラド州内の位置

デュランゴは北緯37度16分43秒 西経107度52分17秒 / 北緯37.27861度 西経107.87139度に位置している。市はロッキー山脈の西縁、サンワン山地に囲まれたアニマス川沿いに位置する。市の標高は1,988mである。
アメリカ合衆国統計局によると、デュランゴ市の総面積は17.6km²（6.8mi²）である。市街地はアニマス川を中心に南北約6km、東西約3kmほどに広がっている。ダウンタウンはアニマス川の東岸に位置している。
デュランゴは高地にあり、乾燥しているため、気温の年較差・日較差がともに大きい。夏は涼しく、7-8月の平均気温は摂氏18度、日中でも摂氏27度程度である。夜になると摂氏10度を切る。冬は平均で氷点下7度前後、夜は氷点下20度まで下がることもある。降水量は夏季50-75mm、冬季25-40mm、年間500mm程度である。冬には月間12cm程度の降雪がある。

## 観光

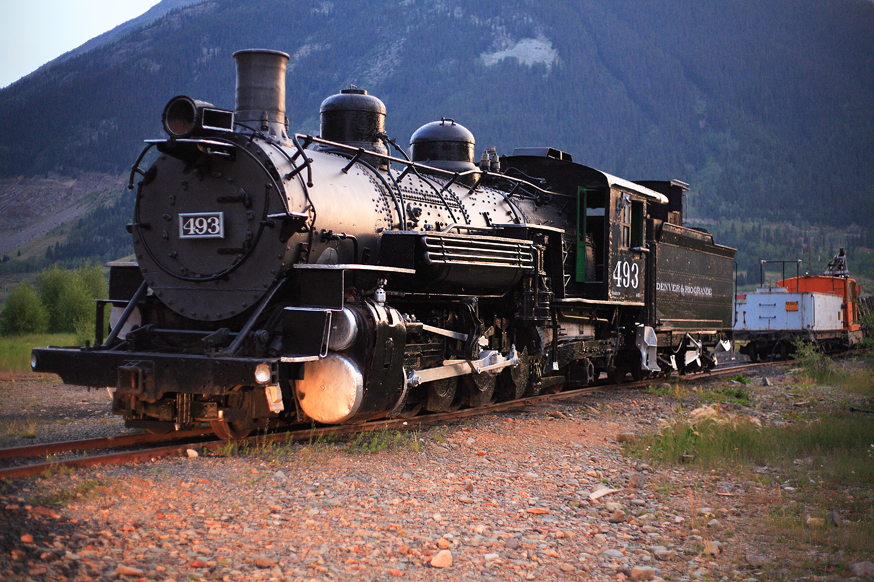
デュランゴ・アンド・シルバートン狭軌鉄道の蒸気機関車

かつては鉱山の町として、また周辺の鉱山町へ通ずる鉄道のハブとして栄えたデュランゴであったが、現在では観光が市の主産業である。ダウンタウンは西部開拓時代や鉱山町として栄えた時代の歴史的な街並み、歴史的建造物を残しており、観光の目玉のひとつとなっている。
また、自然環境に恵まれたデュランゴはアウトドア活動の拠点でもある。市内を流れるアニマス川は釣り、いかだでの川下り、カヤック、カヌーのメッカである。また周辺の山々ではハイキング、マウンテンバイク、ロッククライミング、狩りが盛んである。周辺に5つのスキー場を有し、ゴルフも楽しめるなど、リゾートとしての要素もある。
デュランゴは西約56kmに位置するメサ・ベルデ国立公園への玄関口のひとつでもある。メサ・ベルデ国立公園は岩壁をくりぬいて造られたプエブロの集合住居跡で、ユネスコの世界遺産（文化遺産）にも登録されている。
またデュランゴは、かつて金・銀の鉱山町として栄え、現在も「生きた博物館」として観光客を集めるシルバートンへの玄関口でもある。デュランゴとシルバートンとの間にはデュランゴ・アンド・シルバートン狭軌鉄道が通っている。軌間914mmのこの鉄道はもともとは1881年に金・銀鉱石の運搬用に開通したものである。しかし現在では専ら観光用の鉄道として、蒸気機関車に牽引された客車がサンワン山地の断崖絶壁を走っている。

## 交通
デュランゴおよびコロラド州南西部の玄関口となる空港は市の南東約16kmに位置するデュランゴ・ラプラタ郡空港（Durango-La Plata County Airport、IATA: DRO）である。同空港にはユナイテッド航空、デルタ航空、アメリカン航空の定期便が発着する。
デュランゴの中心部では国道160号線（U.S. Route 160）と国道550号線（U.S. Route 550）が交わる。国道160号線は「オールド・スパニッシュ・トレイル」と呼ばれている。かつてスペイン植民地時代には、この道はヌエボ・メヒコの主都サンタフェとロサンゼルスとを結んだ重要な交易路であった。
一方、国道550号線はデュランゴより北、峠の町ユレイまでの区間ではミリオンダラー・ハイウェイ（Million Dollar Highway）と呼ばれている。ミリオンダラー・ハイウェイは途中シルバートンを通る。デュランゴより南では、同国道は一部で高速道路規格の4車線道路となっており、州間高速道路に恵まれないデュランゴにとっては重要な道路となっている。この高規格の国道は、南東約280kmに位置するアルバカーキへと通じている。グレイハウンドと提携しているTNM&O社のバスがアルバカーキとグランド・ジャンクションを結んで国道550号線上を走っている。このバスはアルバカーキ行き、グランド・ジャンクション行きそれぞれ1日1便ずつが運行されており、デュランゴにも停車する。

## 人口動勢
以下は2000年国勢調査における人口統計データである。
| 基礎データ - 人口: 13,922人 - 世帯数: 5,492世帯 - 家族数: 2,603家族 - 人口密度: 792.8人/km²（2,052.4人/mi²） - 住居数: 5,819軒 - 住居密度: 331.4軒/km²（857.8軒/mi²） 人種別人口構成 - 白人: 86.84% - アフリカン・アメリカン: 0.50% - ネイティブ・アメリカン: 5.51% - アジア人: 0.74% - 太平洋諸島系: 0.11% - その他の人種: 4.12% - 混血: 2.17% - ヒスパニック・ラテン系: 10.31% 年齢別人口構成 - 18歳未満: 16.6% - 18-24歳: 26.1% - 25-44歳: 27.2% - 45-64歳: 19.4% - 65歳以上: 10.7% - 年齢の中央値: 29歳 - 性比（女性100人あたり男性の人口） - 総人口: 104.1 - 18歳以上: 103.8 | 世帯と家族（対世帯数） - 18歳未満の子供がいる: 22.4% - 結婚・同居している夫婦: 34.2% - 未婚・離婚・死別女性が世帯主: 9.4% - 非家族世帯: 52.6% - 単身世帯: 31.8% - 65歳以上の老人1人暮らし: 9.0% - 平均構成人数 - 世帯: 2.23人 - 家族: 2.83人 収入と家計 - 収入の中央値 - 世帯: 34,892米ドル - 家族: 50,814米ドル - 性別 - 男性: 31,812米ドル - 女性: 25,022米ドル - 人口1人あたり収入: 19,352米ドル - 貧困線以下 - 対人口: 17.2% - 対世帯数: 7.3% - 18歳未満: 11.2% - 65歳以上: 8.9% |

## 姉妹都市
デュランゴは同名の以下2都市と姉妹都市提携を結んでいる。
- デュランゴ (ドゥランゴ)（メキシコ）
- デュランゴ（スペイン）